# Tricharaea ramirezi
Tricharaea ramirezi är en tvåvingeart som beskrevs av Guilherme A.M.Lopes 1990. Tricharaea ramirezi ingår i släktet Tricharaea och familjen köttflugor.
Artens utbredningsområde är Venezuela. Inga underarter finns listade i Catalogue of Life.